# Culotte
En culotte er halestykket af en okse, lam eller kvie. Kødet er meget fint og magert og bliver hurtigt tørt, hvis det steges forkert. En (kalve)culotte bliver bedst stegt langsomt ved svag varme eller intervalstegt i en halv time med 240 grader og en halv times hvil.
Culotte betyder på fransk knæ- eller underbukser og har givet navn til udskæringen fra nederste del af ryggen. 
På franske menukort kaldes halestykket typisk rumsteck (fr).